# Исчезнувшие из Сент-Ажиля (фильм, 1938)
«Исчезнувшие из Сент-Ажиля» (фр. Les Disparus de Saint-Agil) — французский художественный фильм 1938 года, снятый режиссёром Кристианом-Жаком по одноимённому роману Пьера Вери (fr:Pierre Véry). Автор адаптированного сценария — Жан-Анри Бланшон, текст диалогов Жак Превер.

## Сюжет
Действие фильма проходит незадолго до Первой мировой войны в школе для мальчиков Сент-Ажиля в Мо. Трое учеников Андрэ Бом, Филипп Макруа и Матье Сорг из-за романтической жажды приключений намерены бежать в Америку. Они создают общество «Храбрых трусов», заседания которого тайно проходят по ночам в опустевшем школьном классе.
В одну из таких бессонных ночей Сорг замечает появившегося загадочным образом незнакомца. Его товарищи и учителя не склонны верить рассказу склонного на выдумку Сорга. После разговора с директором, касающегося странных видений впечатлительного школьника, Сорг пропадает. Его нигде не могут найти. Более того, вскоре исчезает Макруа.
Некоторое время спустя, из Америки, на имя проницательного Бома приходит открытка подписанная Соргом. В её подлинности сомневается учитель английского Вальтер, несмотря на все уверения Бома, что тот узнаёт почерк друга. Более того учитель сам находится под подозрением встревоженного пропажей друзей школьника.
Ход событий ускорила нелепая смерть учителя рисования, сорвавшегося со второго этажа во время школьного праздника. Бом устраивает засаду и в ближайшую ночь выслеживает человека, проникшего в здание школы воспользовавшись замысловатым тоннелем, имевшим потайной выход. Пройдя в комнату скончавшегося учителя, злоумышленник собрал его рисунки и тем же путём вышел на улицу.
Преследуя подозреваемого, Бом сопровождает того до одиноко стоящего здания и неожиданно видит сквозь окно своего пропавшего друга. Сорг сидит за столом в грязной комнате, в компании с тремя подозрительными личностями. Подслушав их разговор, Бом понял что Сорг похищен и содержится в плену у банды фальшивомонетчиков, чьим сообщником был учитель рисования Лемель.
Бом бежит в школу, поднимает из постелей ребят и всей компанией они окружают дом похитителей. Предприняв безуспешную попытку вырваться из окружения, мошенники вынуждены сдаться в руки правосудия. Выяснилось, что похищение Сорга организовал директор школы, бывший главарём преступников, он также был виновен в смерти вышедшего из-под контроля Лемеля.
Вскоре к ликующим друзьям присоединился и Макруа, действительно предпринявший попытку бегства в Америку и снятый полицией с грузового судна в порту Гавра. Помня об активном участии в раскрытии тайны учителя Вальтера, ребята приглашают его на очередное заседание своего тайного общества и к вящему удовольствию последнего единогласно принимают в свои ряды.

## В ролях
- Серж Грав — Андрэ Бом
- Марсель Мулуджи — Филипп Макруа
- Жан Клодио — Матье Сорг
- Эрих фон Штрогейм — Вальтер
- Мишель Симон — Лемель
- Арман Бернар — Мазо
- Эме Кларион — директор
- Жан Бюке — Ля Муш
- Робер Ролли — ученик
- Рене Женен — Донадьё
- Жак Дериве — Планет
- Мартиаль Реб — смотритель
- Пьер Лабри — Бернардин
- Альбер Мальбер — Алексис
- Робер Ле Виган — Сезар